# Astarinski okrug

Astarinski okrug (perzijski: شهرستان آستارا) je jedan od 16 okruga u pokrajini Gilan na sjeverozapadu Irana. Glavni grad okruga je Astara.